# 分享主义
分享主义是一种理念和动因，它通过分享内容和思想共同构建价值。受用户生成内容的启发，分享主义认为在群体内分享会给每个参与者带来价值，即：“分享越多，得到越多。” 由于知识来源于众包，这种新型的共享所有权促使商品和服务的产生，它的价值分配也会在每个参与者身上体现。

## 起源
在一篇名为《分享主义：一场思维革命》的文章中，作者毛向辉将网络信息共享的开放式分布模型和人类大脑的神经元网络作比较，将其比作一个新兴的社会化大脑，毛向辉认为，人们被赋予分享的权力便能重新共同审视社会关系。
分享主义将重点放在中国，以促进开放网络并应对互联网审查。分享主义的著名支持者和实践者包括知识共享组织创始人、哈佛大学法学院教授劳伦斯·莱斯格和中国策展人欧宁。2010年，知识共享在北京举办的一场演讲中，莱斯格在谈到创意产业的开放与创新以及中国的知识产权法律时提到了“分享主义”。同年，欧宁以“分享主义”作为在上海举办的“大声展”双年展的统一的主题。" 在有关展览的访谈中，欧宁详细分析“分享主义”，将其描述为“互联网概念”，并探讨了公共和私人领域之间日渐错综复杂的关系。"
2012年，分享主义实验室成立，为分享主义在真实世界的实现提供实验和理论背景。

## 事件和成果
各种分享主义活动的举办让人们面对面分享他们的爱好和创意。分享主义论坛于2010年10月在上海“大声展”期间举行，汇集了来自世界各的的演讲人、实践者和积极分子，探讨分享主义观点。
一个名为“分享主义在上海” 的沙龙为人们提供了和与会观众分享任何内容的非正式的场合，自2010年，此类分享主义沙龙在世界各地举办，包括阿姆斯特丹、上海、北京、马德里、巴塞罗那、布鲁塞尔、柏林、蒙特利尔、新加坡、香港、东京和首尔。
“分享主义工作坊” 为通过分享而进行的集体生产提供框架举办，参与者包括音乐家、数码艺术家和设计师。
为了让分享任何形式的在线工作变得简单，“分享协议” 诞生，以简化日渐复杂的许可协议。

## 争议
在艺术领域，有人指出“‘拿来主义’中存在着巨大的危险”，因为它“使得人们习惯于认为，只要是当代的，就是前卫的。”

## 其他
- 知识共享
- 免费软件
- 海盜黨
- 無條件基本收入
- 自由软件